# Liste der Monuments historiques in Omey
Die Liste der Monuments historiques in Omey führt die Monuments historiques in der französischen Gemeinde Omey auf.

## Liste der Objekte
| Bezeichnung               | Beschreibung                          | Standort                       | Kennzeichnung | Schutzstatus | Datum | Bild |
| ------------------------- | ------------------------------------- | ------------------------------ | ------------- | ------------ | ----- | ---- |
| Skulptur Petrus           | Holz, vergoldet, 17. Jahrhundert      | in der Kirche St-Pierre (Lage) | PM51002433    | Inscrit      | 1976  |      |
| Gemälde Kreuzigung        | Ölfarbe auf Leinwand, 17. Jahrhundert | in der Kirche St-Pierre (Lage) | PM51002435    | Inscrit      | 1976  |      |
| Skulptur Madonna mit Kind | Holz oder Stein, 17. Jahrhundert      | in der Kirche St-Pierre (Lage) | PM51002434    | Inscrit      | 1976  |      |